# 開源人年會
開源人年會起源於2006年，是由台灣開放原始碼社群聯合推動的年度研討會，也是台灣自由軟體運動重要的推動者之一。此活動通常一連兩日，包括有講座、攤位、社團同樂會等。除了邀請國際的重量級演講者之外，台灣本土的自由軟體推動者也經常在此發表演說，會議的發起人、工作人員與講者都是志願參與的志工。
開源人年會的宗旨在於提供一個平台，來聯結開放原始碼的開發者、使用者與推廣者。希望藉由每年一度的研討會，來推動自由及開放原始碼軟體。由於有許多贊助商及熱心捐助者，所有議程都是免費參加，但因會場人數限制，通常在一開放網路報名後就會立刻額滿。

## 歷史
開源人年會前身為國際開放源碼研討會（ICOS）的社群議程軌。2006年，因ICOS議題方向轉變，不符許多過往與會者的需求，社群人士Knight便發起定位為社群大拜拜的研討會，Pingooo提議命名為「開源人年會」（COSCUP），經財團法人資訊工業策進會、台北開放原始碼軟體使用者社群和智新資通股份有限公司贊助，Knight、Pingooo、KC Chen、Pofeng以志工形式籌備了於台大體育館舉行的第一屆開源人年會。首屆開源人年會近兩百人與會，後歷經數次場地更換，於2010年至2012年皆於中央研究院人文社會科學館舉辦，每年與會人數也已成長至上千人。
2013年，開源人年會移師台北國際會議中心舉辦，報名人數約1,800人，實際報到人數約1,500人，共發表110場講座。隔年2014，開源人年會回到了中研院，但除了人文社會科學館以外，會場還延伸至活動中心，成為第一次開源人年會同時在兩個場地舉行的情況，並首次嘗試使用NFC識別證與感應門進行報到，平均一個人僅花費1.46秒。
在2016底年台灣實施一例一休等等原因的影響下，中央研究院於假日減少出借場地，開源人年會也再度於2017年離開中研院，並於該年度重拾社群議程制度，邀請十數個社群參與，各自招募並規劃多元議程。2017年開源人年會邀請柯文哲、張善政等人出席發表演說，亦獲矚目。2018年，開源人年會再度更換舉辦地點，於台灣科技大學與GNOME.Asia Summit及openSUSE.Asia Summit舉辦聯合研討會，並首次舉辦記者會。

## 報名狀況
- 2011年開源人年會，於2011年7月15日晚上8點開放報名，4分鐘後即遭到湧入的報名人潮擠爆而當機，20時14分重開網頁伺服器，1分鐘後再次當機，20時31分二度重啟網頁伺服器，至20時37分終於有50人報名完成。在緊急調整參數後，於21時8分重新開放報名，終於較為順暢，最後於21時34分全部850名額額滿[6]。
- 2012年開源人年會，於2012年7月16日晚上8點開放報名，7分鐘後（20時7分）報名系統就無回應，直到約20時14分後才又恢復；至20時20分時，700個名額已全數額滿，總計約有13分鐘報名系統掛點。[7]。
- 2013年開源人年會，於2013年6月3日晚上8點開放報名，於47秒鐘之後，800張票全部額滿。在大量系統調校與首次實施之「開放原始碼貢獻者專屬報名專案」的分流效果下，本次報名系統Registrano終於順利通過會眾報名的嚴峻考驗[7]。
- 2014年開源人年會，於2014年6月3日晚上8點開放報名，於系統開放後有3,000人於10秒內搶完1,100張票，而後隨後釋放與追加的保留票150張也全數售罄，包含先前釋出開放原始碼貢獻者專案328名，總計1,150人於報名開始後1分鐘之內完全額滿[8]。

## 歷屆活動
| 活動官網                                     | 活動日期             | 特色                                                                                           |
| -------------------------------------------- | -------------------- | ---------------------------------------------------------------------------------------------- |
| COSCUP 2006 （页面存档备份，存于）           | 2006年10月28日       | 首度舉辦                                                                                       |
| COSCUP 2007 （页面存档备份，存于）           | 2007年11月3–4日      | 與ICOS合辦，移師科技大樓                                                                       |
| COSCUP 2008 （页面存档备份，存于）           | 2008年8月23–24日     | 移師台大應力所國際會議廳                                                                       |
| COSCUP 2009 （页面存档备份，存于）           | 2009年8月15–16日     | 因應規模提升，採行雙場館制                                                                     |
| COSCUP 2010 （页面存档备份，存于）           | 2010年8月14–15日     | 與GNOME.Asia Summit共同舉辦，移師中央研究院                                                    |
| COSCUP 2011 （页面存档备份，存于）           | 2011年8月20–21日     |                                                                                                |
| COSCUP 2012 （页面存档备份，存于）           | 2012年8月18–19日     | 與KDE及openSUSE社群合作專屬議程軌                                                              |
| COSCUP 2013 （页面存档备份，存于）           | 2013年8月3–4日       | 移師TICC                                                                                       |
| COSCUP 2014 （页面存档备份，存于）           | 2014年7月19–20日     | 回到中研院                                                                                     |
| COSCUP 2015 （页面存档备份，存于）           | 2015年8月15–16日     |                                                                                                |
| COSCUP 2016 （页面存档备份，存于）           | 2016年8月20–21日     |                                                                                                |
| COSCUP 2017 （页面存档备份，存于）           | 2017年8月5–6日       | 再度回到台灣大學，於社科院頤賢館舉辦                                                           |
| COSCUP 2018 （页面存档备份，存于）           | 2018年8月11–12日     | 與GNOME.Asia Summit及openSUSE.Asia Summit共同舉辦，移師台科大，議程數目提升至14平行軌          |
| COSCUP 2019 （页面存档备份，存于）           | 2019年8月17–18日     | 與多國研討會合作交換議程軌，首度試辦托育服務                                                   |
| COSCUP 2019「來台講」 （页面存档备份，存于） | 2019年12月21日       | 世界頭一擺ê台語專場技術研討會                                                                  |
| COSCUP 2020 （页面存档备份，存于）           | 2020年8月1–2日       | 首次嘗試不用報名、自由入場的方式進行。但因為COVID-19疫情的關係，需出示「健康聲明表」才可以進場 |
| COSCUP 2021 （页面存档备份，存于）           | 2021年7月31日—8月1日 | 受COVID-19疫情影響，改為全線上舉辦                                                             |
| COSCUP 2022 （页面存档备份，存于）           | 2022年7月30–31日     | 再次實體舉辦，地點在國立臺灣科技大學                                                           |
| COSCUP 2023 （页面存档备份，存于）           | 2023年7月29–30日     |                                                                                                |
| COSCUP 2024 （页面存档备份，存于）           | 2024年8月3–4日       |                                                                                                |

## 图集

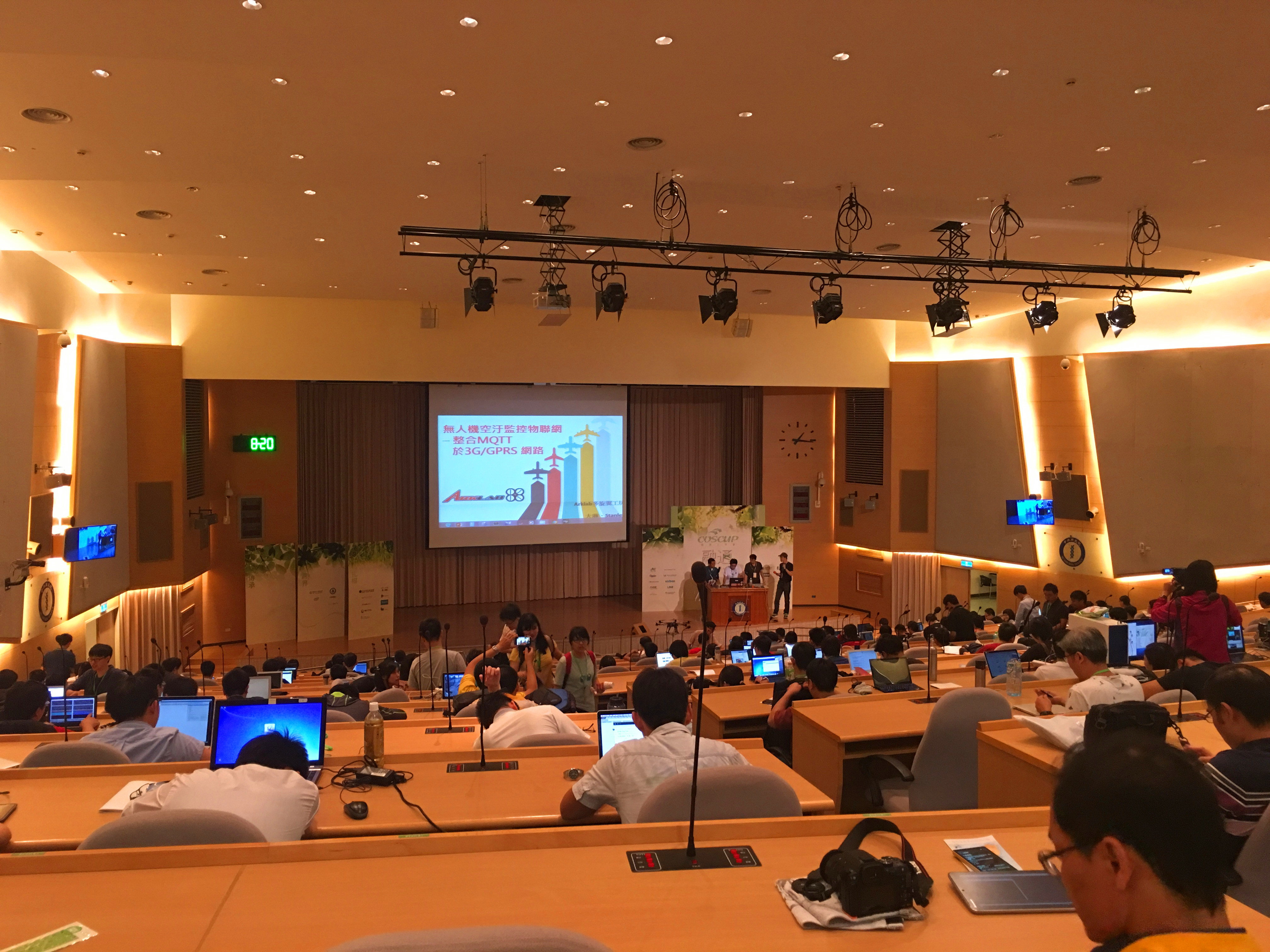
COSCUP 2016 講座 - LarryStanley & 大琳 (Dalin Chang)：無人機空汙監控物聯網 - 整合MQTT 於 3G/GPRS 網路
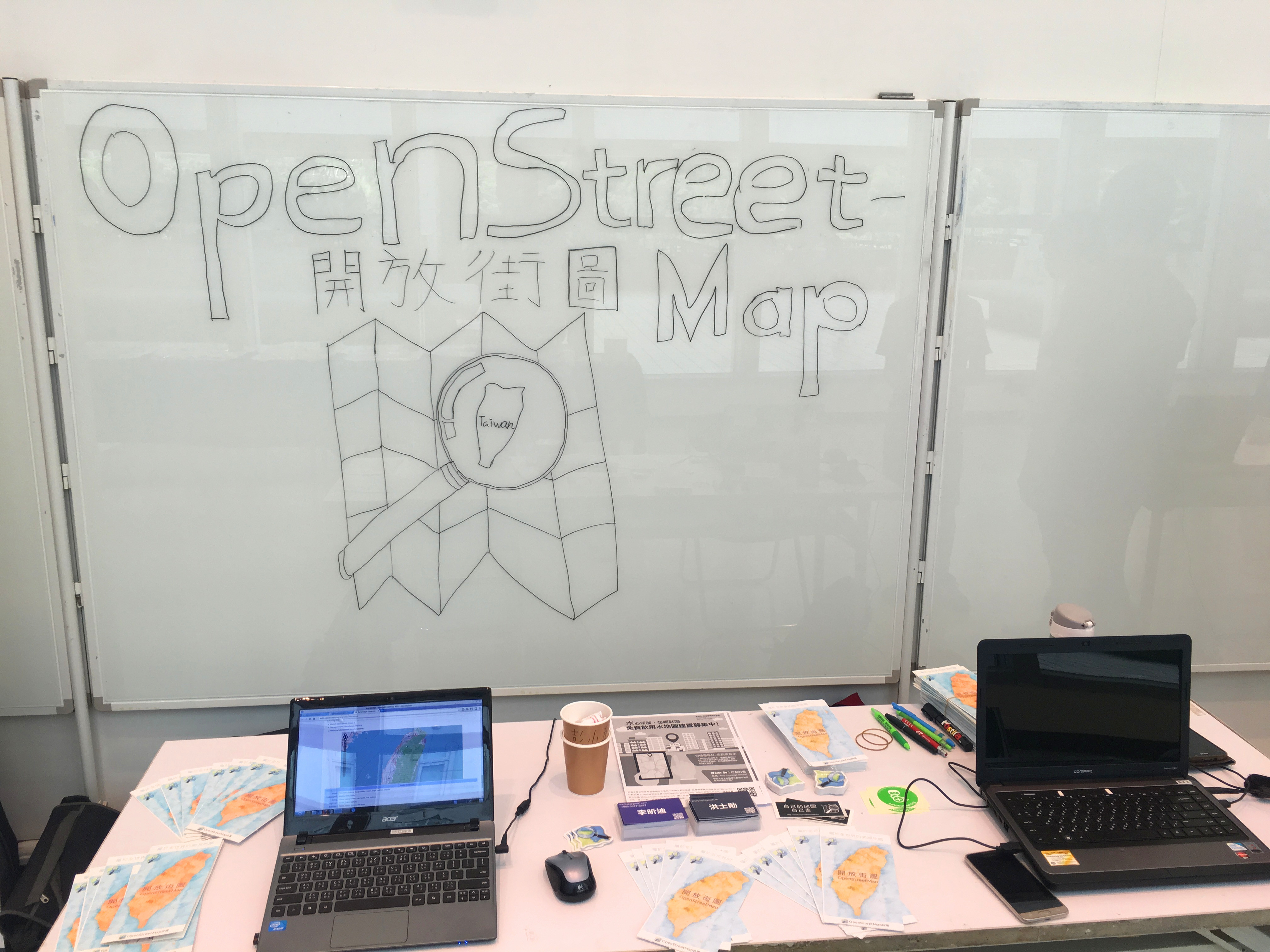
COSCUP 2016上的台湾OpenStreetMap社群摊位
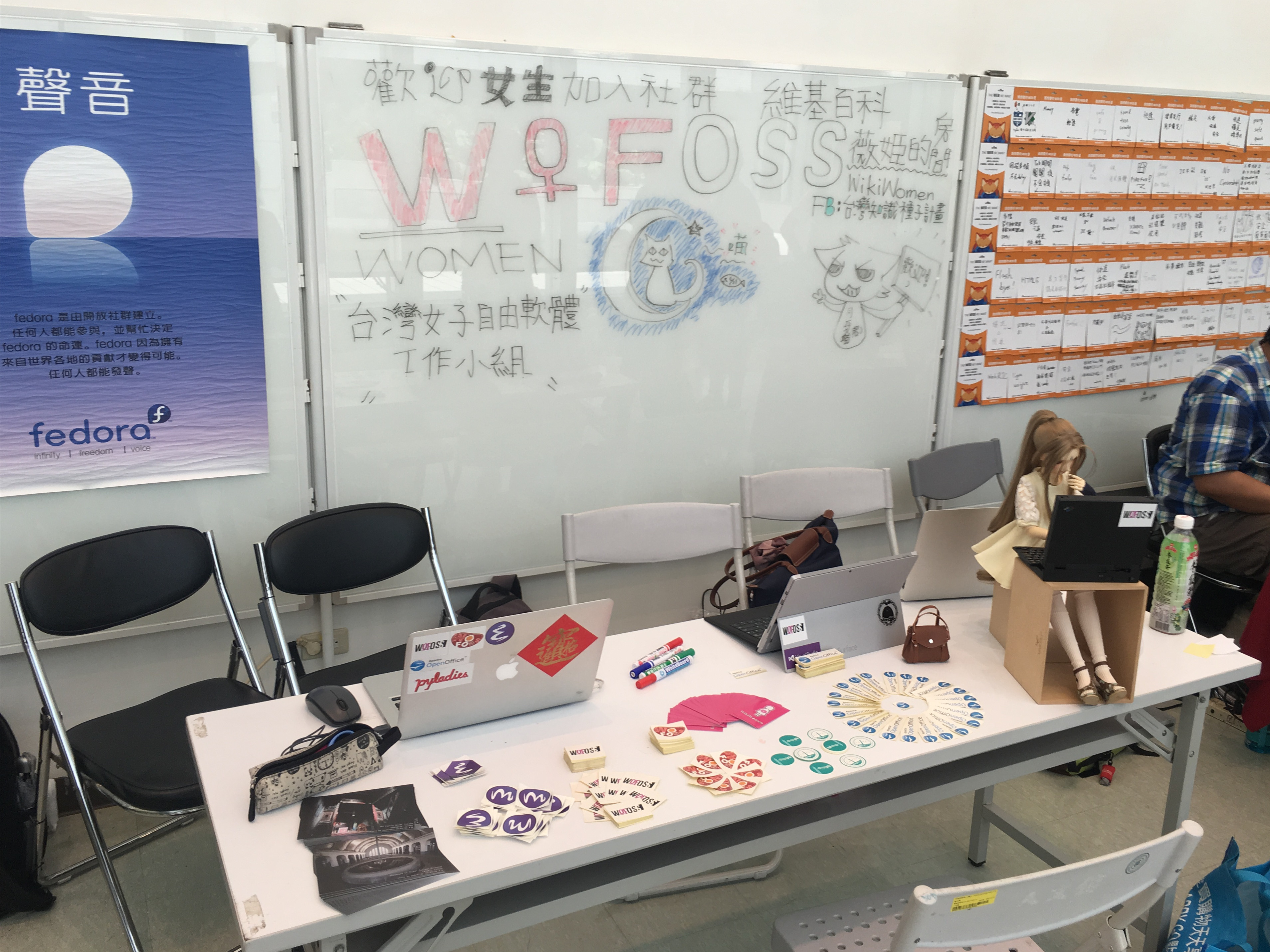
WoFOSS在COSCUP 2016的摊位
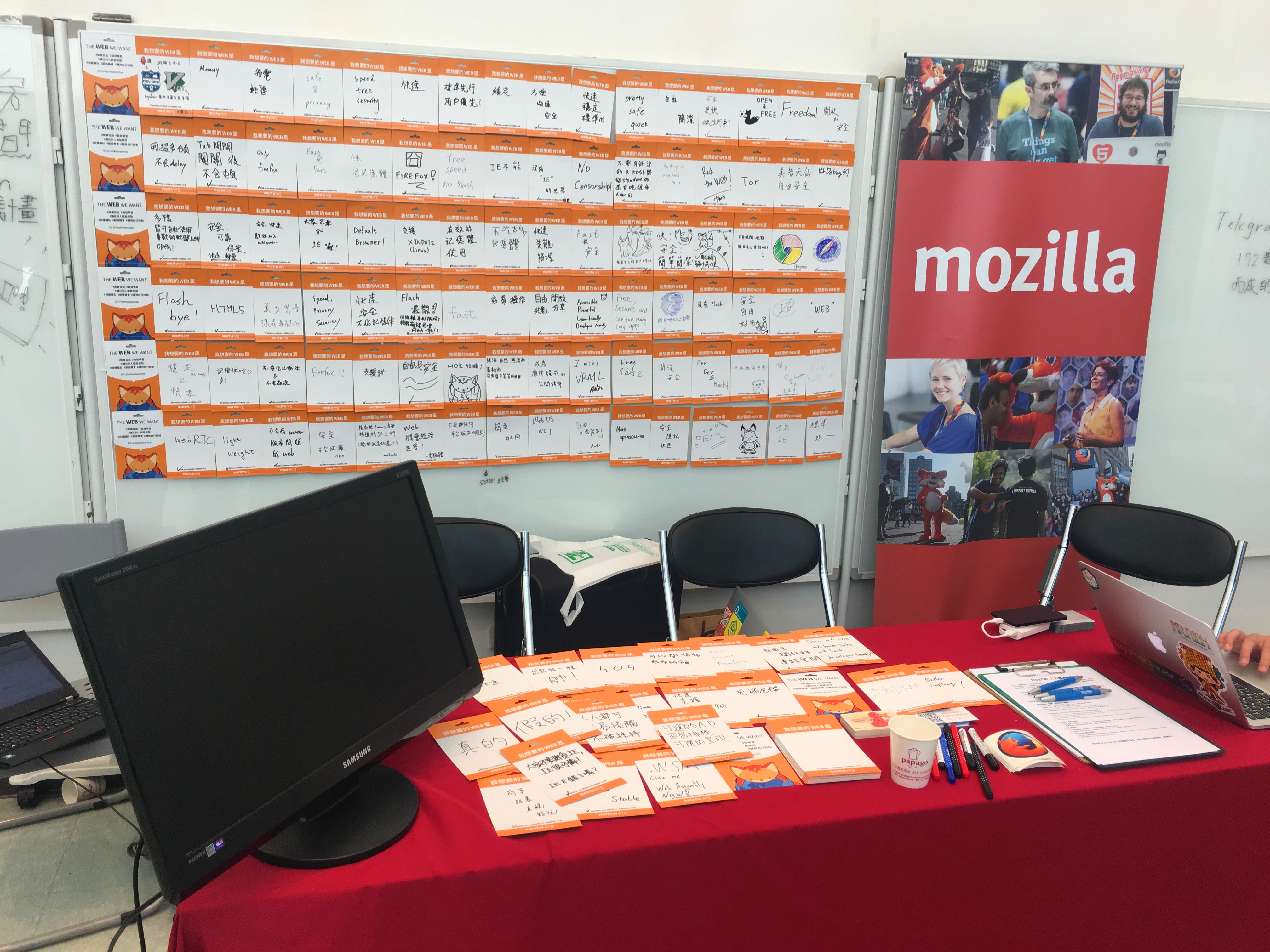
MozTW在COSCUP 2016的摊位
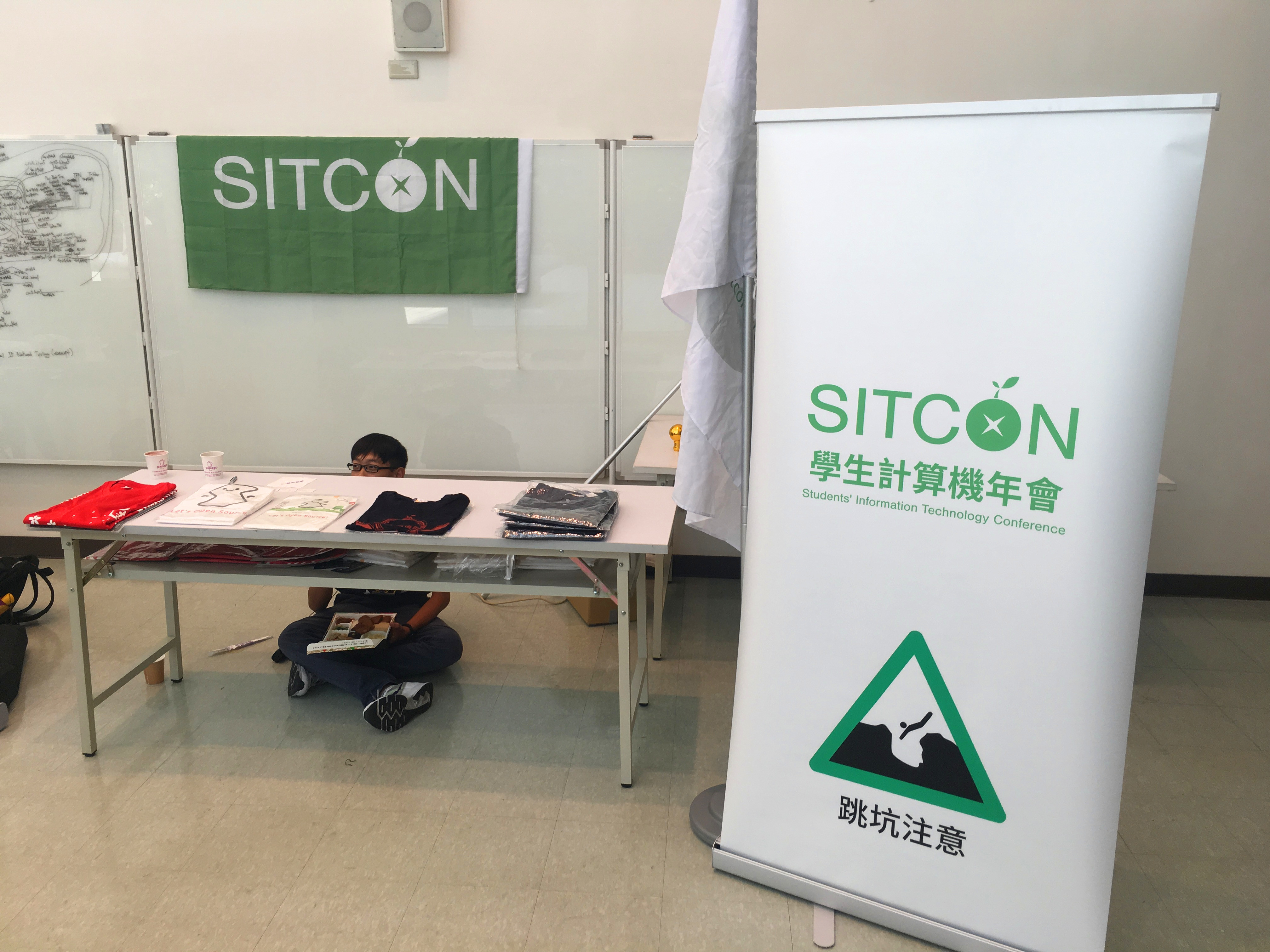
SITCON在COSCUP 2016的摊位

## 外部連結
- COSCUP官網 （页面存档备份，存于）
- 投影片：打不倒的報名網站 2013 COSCUP 版